# 明治学園小学校・中学校・高等学校
明治学園小学校・中学校・高等学校（めいじがくえんしょうがっこう・ちゅうがっこう・こうとうがっこう）は、福岡県北九州市戸畑区仙水町に所在し、小中高一貫教育を提供する私立小学校・中学校・高等学校。

## 概要
高校は設立から1990年代初頭まで女子校であったため、当時の中学校の男子生徒は、卒業時に外部高校を受験する必要があった。その後高校が1992年より男女共学となったことで、男子生徒も中学校から高校へと内部進学するようになった。以前は文系・理系でクラスが分かれる高校2・3年時のみ男女共学だったが、現在では1年生入学時から完全共学である。
中学は男女共学となっているが、2024年度入学者までは男子棟、女子棟という風に男子と女子が別の建物で学校生活を送っており、男子クラスと女子クラスに分かれていた。2025年度入学者からは男女同クラスで過ごすことになっており、中学高校の完全共学化を進めつつある状態になっている。
通学範囲は北九州都市圏全域に及び、福岡市内や山口県内などからの通学者もいる。地元では明治（めいじ）の略称で呼ばれており、2010年度の実績において医学系学部合格者は3割を占めている（ただし文系コースも存在する）。
中学校へ入学する者の数は、併設の小学校から内部進学する者と、外部入学者とでほぼ半数ずつである。中高一貫教育を行っているが、福岡県に中高一貫校としての学則変更の届出を行っていなかったため、2006年に発覚した高等学校必履修科目未履修問題に際し、中学時に前倒しして履修させている高校の必修科目の一部について、履修の実態がないと認められた。

## 沿革

### 略歴
明治専門学校（現・九州工業大学）が、教職員の子弟のために1910年（明治43年）に設立した附属小学校が、明治学園の始まりである。学園敷地が九工大戸畑キャンパスと隣接しているのはその名残である。明専が官立移管された際に完全に独立し、以後は明専創立者の安川家が中心となって運営に当たった。私学として、「祖国に奉仕する有能高潔な人材を育成する」ことを掲げ、少人数クラス制や自然観察、相撲、体操や研究発表など独自の教育活動を行っていたが、戦後に経営難に陥ったことで、学園はコングレガシオン・ド・ノートルダム修道会に移管され、以後カトリックの学校としての歩みを始めた。戦後の学制改革の中で新制の中学校・高等学校も併設し、初等・中等教育一貫校として今日まで続いている。

### 年表
- 1910年（明治43年） - 安川敬一郎、松本健次郎によって「私立明治専門学校附属小学校」が設立される。
- 1911年（明治44年） - 「私立明治尋常小学校」として、明治専門学校（以下・明専）から管理部門が独立。ただし経費については明専が受け持つ[4]。
- 1921年（大正10年） - 明専の官立[7]移管に伴い、明専から分離独立する[4]。明専から敷地・公債等を分与され財団法人明治学園が小学校の運営にあたる。
- 1942年（昭和17年） - 国民学校令に基づき、「明治学園」と改称。尋常科を初等科に改称。
- 1947年（昭和22年）4月1日 - 学制改革（六・三制の実施）
  - 明治学園初等科が改組され、「明治学園小学校」となる。
  - 明治学園高等科が改組され、「明治学園中学校」（新制中学校・男女別学）となり、小学校に併設される。
- 1949年（昭和24年） - コングレガシオン・ド・ノートルダム修道会に経営が移管される。
- 1950年（昭和25年） - 「明治学園高等学校」（新制高等学校・女子校）が開校。
- 1951年（昭和26年） - 財団法人から学校法人明治学園に組織を変更。
- 1992年（平成4年） - 高等学校で男子生徒の受け入れを開始し、男女共学となる。
- 2008年（平成20年） - 学校法人コングレガシオン・ド・ノートルダムによる経営となる。
- 2010年（平成22年） ‐ 創立100周年を迎えた。
- 2023年（令和5年） - 設置者が学校法人コングレガシオン・ド・ノートルダムから学校法人明治学園に変更される[8]。

## 制服
小学校
- 男子 - 学生帽と学童服・半ズボン。
- 女子 - ブラウスにジャンパースカート。

中学校
- 男子 - 学生服。
- 女子 - 小学校のそれと同じ制式だが2022(令和4)年度からブレザーに変更。スラックスも導入。

コートと女子の靴下は中高同じものを使用する。
高等学校
- 男女共に紺色のブレザーに紺と深緑のタータンチェックのボトム（男子はズボン、女子はスカートまたはスラックス）
- 2023(令和5)年度の女子制服のスラックス導入に伴い女子のみ制服のデザイン変更（冬はプリーツスカート、夏はフレアスカート、リボンは紺、深緑、薄緑の3色で正装の際は紺を着用）

男子ネクタイは紺と緑の斜めストライプ（赤と紺のものもあるが式など公式の場では使えない）
女子ネクタイは男子のネクタイより落ち着いた色味の紺と緑の斜めストライプ（赤と紺のものはない）
高等学校からの靴は男女ともに指定される。
- 2023(令和5)年度からは元々白のみだった男子の靴下が黒も可となった。

## 学校行事
- 運動会（5月）
- 聖母の集い（5月）
- グリーンスクール中1.中2（6月）
- 文化祭バザー（10月）
- 待降節朝礼（11月）
- 生徒会選挙　(11月) (中学)
- 創立者記念式典　(11月)
- クリスマスのつどい（講堂で行う、三年に一度はソレイユホール（旧・九州厚生年金会館）で行う）（12月）
- コーラスコンクール（１２月）

## 部活動

### 運動部
- サッカー部
- バスケットボール部
- バレーボール部
- バドミントン部
- 卓球部
- 軟式野球部
- 硬式テニス部
- 剣道部
- なぎなた部
- ハンドボール部
- 弓道部(入部は中学3年生以降)

### 文化部
- 吹奏楽部
- コーラス部
- 器楽部(入部は中学3年生以降)
- 茶道部
- 自然科学部
- 囲碁将棋部
- ESS部
- 書道部
- 家庭科部
- 美術部
- 演劇部

## 生徒会（中学）
1969年に発足し、生徒のより良い学校生活のために活動している。

### 活動
第51期生徒会（2020）- 女子の髪型において、一つ結びを可とした。
第52期生徒会（2021）- 昼食における音楽放送を実施。
第53期生徒会（2022）- コロナ禍において中止されていた学校行事（クラスマッチ等）を復活させた。

## 生徒会（高校）
1964年に発足し、生徒のより良い学校生活のために活動している。

## 通学手段など
- 最寄り駅：
  - 博多・黒崎方面からの場合 - 鹿児島本線戸畑駅
  - 小倉・下関方面からの場合 -  鹿児島本線戸畑駅
  - 行橋・中津方面からの場合 - 日豊本線南小倉駅
- 西鉄バス：明治学園前（戸畑駅から約10分・南小倉駅から約20分・小倉駅から約30分）
  - 2007年10月より戸畑駅から明治学園前行きの便が運行開始された。

## 著名な出身者
- 三宅久之（政治評論家）
- 池尻和佳子（RKB毎日放送アナウンサー）
- 塩田真弓（テレビ東京アナウンサー、報道記者・キャスター）
- 志村正道（東京工業大学名誉教授、東京都市大学名誉教授）
- 秋吉一成（京都大学名誉教授、高分子学会会長）
- 城下尊之（芸能レポーター）
- ふとがね金太（元世良公則&ツイストドラマー）
- わたせせいぞう（イラストレーター）
- 朝本浩文（音楽プロデューサー）
- 椎葉ユウ（地元DJ）
- 武田良太（元衆議院議員・元総務大臣）
- 自見英子（参議院議員・内閣府特命担当大臣・医師）
- 宮本隆治（元NHKアナウンサー）
- 滝野正二郎（山口大学准教授）
- 宮井えりな（元女優）
- 田添菜穂子（フリーアナウンサー）
- 佐々木正洋（フリーアナウンサー）
- 平野啓一郎（作家）
- 垂水千佳（気象予報士）
- 瞳ゆゆ（元宝塚歌劇団花組娘役）
- 中野謙吾（日本テレビアナウンサー）
- 野嶋紗己子（元毎日放送アナウンサー）
- 真鍋祐子（社会学者、東京大学教授）
- 田辺新一（環境建築学者）
- 渡辺葉子（ソプラノ歌手）
- 斎木陽平（実業家、政治家）
- MIZUE（作詞家）
- 瓜生明希葉（シンガーソングライター）
- Chelsea（元CROSS FM DJ）
- 中村優規（ドラマー）
- 平山秀幸（映画監督）
- ぐんぴぃ（お笑い芸人、Youtuber）
- Kakka（音楽プロデューサー）
- 慶伍（元マルシィドラマー）

## 周辺
- 九州工業大学
- 西南女学院大学
- 福岡県立ひびき高等学校
- 福岡県立戸畑高等学校
- 北九州市立高等学校
- 北九州市立中原中学校
- 北九州市立飛幡中学校
- 北九州市立一枝小学校
- 北九州市立特別支援学校北九州中央学園
- 夜宮公園
- 旧松本家住宅